# DJ Koze
DJ Koze (* 1972 in Flensburg; bürgerlich Stefan Kozalla, ausgesprochen wie Kotze) ist ein deutscher DJ, Musikproduzent, Musiker und Labelbetreiber.

## Leben
Anfang der 1990er Jahre begann er als Rapper und DJ bei verschiedenen Hip-Hop-Gruppen in Flensburg. 1991 erreichte DJ Koze bei der deutschen DMC-Meisterschaft (ein Ableger des Disco Mix Club) den zweiten Platz. Zwei Jahre später zog er nach Hamburg und gründete zusammen mit Cosmic DJ, DJ Stachy und dem „schrecklichen Sven“ die Hip-Hop-Formation Fischmob, die etwa fünf Jahre lang bestehen blieb.
Parallel dazu beschäftigte er sich auch mit elektronischer Musik, steigerte seinen Bekanntheitsgrad als DJ und produzierte einige Remixe, teilweise auch unter dem Pseudonym Adolf Noise. 1996 erschien die als „Chillout-Hörspiel“ bezeichnete Wunden, s. Beine offen. Besonders erfolgreich war 1999 seine Mischung von Blumfelds Single Tausend Tränen Tief mit dem Minimal-House-Track Loverboy von Steve Bug. Eine Sammlung solcher Remixe erschien 2000 unter dem Titel Music Is Okay.
Mit Max Goldt als Sprecher veröffentlichte er 2001 als Adolf Noise die Single Deine Reime sind Schweine (regelrechte Schweine), eine Satire auf Battle-Rap-Tracks im deutschen Hip-Hop.
Zusammen mit Cosmic DJ und Erobique gründete er das Projekt International Pony, von dem 2002 das Album We Love Music und 2006 die LP Mit Dir sind wir vier erschien.
Seit 2003 veröffentlichte Koze mehrere Techno-Maxis bei dem Kölner Label Kompakt unter dem Namen Monaco Schranze (eine Verballhornung von Monaco Franze und Schranz). Dort erschien auch 2004 seine zweite Mix-CD mit dem Titel All People Is My Friends.
Als DJ trat er bei großen Festivals und Raves wie Coachella, Osheaga, Outside Lands, Roskilde, Sónar, Tomorrowland, SonneMondSterne, Melt, Time Warp, Mayday, Mutek, Amsterdam Dance Event, Snowbombing und Nature One auf. Bei Leser-Umfragen der Musikzeitschriften Spex, Intro und de:Bug wurde er mehrfach zum DJ des Jahres gewählt.
Die unter dem Namen Adolf Noise laufenden Produktionen sind generell experimenteller und verschrobener. Auch hier kommt der schon aus Fischmob-Zeiten bekannte, oft fast klamaukige Humor zum Tragen. Nach Wunden, s. Beine offen erschien im April 2005 das zweite Adolf-Noise-Album Wo die Rammelwolle fliegt. Die Single Zuviel Zeit? daraus sampelt auf ironische Weise eine Äußerung des Schlagersängers Gunter Gabriel bei einem Auftritt in Eisleben im September 2004, mit der dieser das Publikum als Arbeitslose beschimpft und damit für einen Skandal in Ostdeutschland gesorgt hatte. Seit 2009 betreibt er das Label Pampa Records.
Mit seinem 2013 auf Pampa Records veröffentlichten Album Amygdala kam er erstmals auch in die offiziellen deutschen und Schweizer Charts. Außerdem wurde er dafür bei der Echoverleihung 2014 mit dem Kritikerpreis ausgezeichnet. Am 15. Juni 2015 erschien auf dem Berliner Label Studio K7 zum zwanzigsten Jubiläum der DJ-Mix Reihe DJ-Kicks die von ihm gemixte 50. Ausgabe, die national wie international viel Beachtung fand.
Im Januar 2018 kündigte DJ Koze sein drittes Studioalbum mit dem Titel Knock Knock an, welches am 4. Mai 2018 auf seinem Label Pampa Records erschien. Darauf sind Featurings von u. a. Justin Vernon (Bon Iver), Kurt Wagner (Lambchop), Sophia Kennedy, Róisín Murphy und Speech (Arrested Development) enthalten. Der Radiosender ByteFM beschreibt es als „Drahtseilakt zwischen Weirdness und Pop“ und machte es zum Album der Woche sowie zur meistgespielten Platte des Jahres.
Am 12. Juli 2018 erschien sein Remix zum Track Humility von der Single The Now Now der britischen Band Gorillaz.
Am 19. Oktober 2018 wurde er im Tempodrom Berlin mit dem Preis für Popkultur in der Kategorie „Lieblingsproduzent/in“ ausgezeichnet.
Am 12. Dezember 2019 premierte DJ Koze in der Konzerthalle des Opernhaus Sydney seine neue A/V Show „Popup Jungle“.
Auf dem 2021 veröffentlichten Marteria-Album 5. Dimension war DJ Koze auf 4 von 12 Songs als Featuregast und Produzent vertreten. Paradise Delay erschien als Singleauskopplung und erreichte Platz 78 der deutschen Singlecharts.
Róisín Murphy veröffentlichte im März 2023 die von Koze produzierte Single CooCool auf dem Plattenlabel Ninja Tune. Das ebenfalls von DJ Koze produzierte Album Hit Parade erschien im September 2023 und erreichte in der Releasewoche in den offiziellen deutschen Album-Charts Platz 6 und in den offiziellen UK-Album-Charts Platz 5.
Im April 2025 erschien sein viertes Studioalbum Music Can Hear Us auf Pampa. Pure Love mit Damon Albarn, die erste Single des Albums, wurde vorab im November 2024 veröffentlicht.

## Produktionsweise
DJ Koze beschreibt seinen Produktionsprozess als vorwiegend solitäre Tätigkeit: „Das solitäre Arbeiten ist der beste Modus des Musikmachens.“ Kollaborationen mit Künstlern wie Sophia Kennedy gestaltet er meist asynchron, wobei die Künstler ihm Aufnahmen zusenden, die er dann eigenständig bearbeitet.

## Musikvideos
Das offizielle Musikvideo zu Pick Up, der zweiten Single des Albums Knock Knock, hat über viereinhalb Millionen Aufrufe auf YouTube erhalten und wird von DJ Koze als „Ein Video, das Raum für die eigene Fantasie lässt“ zitiert. Es wurde von Terlina Lie animiert.
Im Musikvideo von Marteria zu Niemand bringt Marten um spielte DJ Koze den U-Boot-Kapitän, die Crew besteht aus Vincent Graf von Schlippenbach (The Krauts) und Siriusmo. Im Musikvideo von Marteria zu 5. Dimension spielt DJ Koze einen Flugzeugpiloten, außerdem sind im Video zu sehen: Wilson Gonzales, Campino, Vincent Graf Schlippenbach und Manfred Krug.

## Diskografie (Auswahl)

### Studioalben
- 2005: Kosi Comes Around (Kompakt Records; CD Re-issue 2013 inkl. 2 Bonustracks)
- 2013: Amygdala (Pampa Records)
- 2018: Knock Knock (Pampa Records)
- 2025: Music Can Hear Us (Pampa Records)

### Kompilationen
- 2000: Music Is Okay (Yo Mama)
- 2009: Reincarnations: The Remix Chapter 2001–2009 (Get Physical Music)
- 2014: Reincarnations Pt. II: The Remix Chapter 2009–2014 (Pampa Records)

### DJ Mixe
- 2004: All People Is My Friends  (Kompakt Records)
- 2009: Resident Advisor #145 (Eigenvertrieb)
- 2013: FACT 387 (Eigenvertrieb)
- 2013: XLR8R 324 (Eigenvertrieb)
- 2015: DJ-Kicks: DJ Koze (#50) (Studio K7)

### Singles & EPs
- 1998: Happy Hip Hop (Yo Mama)
- 2001: Deine Reime Sind Schweine (Regelrechte Schweine) (Buback)
- 2003: The Geklöppel Continues (Kompakt Records)
- 2004: Late Check Out (Kompakt Records)
- 2004: Speicher 20 (Kompakt Extra)
- 2005: Lighta Spuba (Freude am Tanzen)
- 2006: Kosi Comes Around – Remixes Part 1 (Kompakt Records)
- 2006: Stompin at the Clubfoot (Kompakt Records)
- 2007: All The Time (Philpot)
- 2007: Naked (Cereal/Killers)
- 2008: I Want To Sleep (International Records Recordings)
- 2009: Mrs. Bojangels (Circus Company)
- 2010: Rue Burnout / Blume der Nacht (Pampa Records)
- 2012: My Orphaned Son / It's Only (Pampa Records)
- 2014: La Duquesa / Burn With Me (Pampa Records)
- 2013: Amygdala Remixes #1 (Pampa Records)
- 2014: Amygdala Remixes #2 (Pampa Records)
- 2014: La Duquesa / Burn With Me (Pampa Records)
- 2015: XTC (Pampa Records)
- 2016: Driven (Hart&Tief)
- 2018: Seeing Aliens (Pampa Records)
- 2018: Pick Up (Pampa Records)
- 2021: Record Store Day 2021 Exclusive (Pampa Records)
- 2021: Paradise Delay mit Marteria (Four Music)
- 2022: knock knock Remixes #1 (Pampa Records)
- 2022: knock knock Remixes #2 (Pampa Records)
- 2023: Can't Replicate 12” Edit mit Róisín Murphy (White Label)
- 2023: Wespennest/Candidasa EP (Pampa Records)
- 2024: Highly Recommended mit Gerry Read (8 Head Records)
- 2024: Wie schön du bist feat. Arnim Teutoburg-Weiß und The Düsseldorf Düsterboys (Pampa Records)
- 2024: Pure Love EP feat. Damon Albarn (Pampa Records)

### Remixe
- Herbert – It’s Only (DJ Koze Remix)
- Moderat – Bad Kingdom (DJ Koze Remix)
- Mount Kimbie – Made to Stray (DJ Koze Remix)
- Malaria! vs. Chicks On Speed – Kaltes Klares Wasser (DJ Koze Remix)
- Blumfeld – Tausend Tränen Tief (Loverboy Mix)
- Fettes Brot – Silberfische In Meinem Bett (Adolf Noise Meets Fettes Blut)
- Die Goldenen Zitronen – Weil Wir Einverstanden Sind (DJ Koze a.k.a. Adolf Noise Remix)
- Egoexpress – Telefunken (DJ Koze Remix)
- Rocko Schamoni – The Diskoteer (DJ Koze Remix)
- Die Fantastischen Vier – Le Smou (DJ Koze & Mario Von Hacht Rmx)
- Reinhard Voigt – Zu Dicht Dran (DJ Koze Remix)
- Hildegard Knef – Ich Liebe Euch (DJ Koze Remix)
- Andreas Dorau – Kein Liebeslied (DJ Koze Remix)
- Ada – Eve (DJ Koze Remix)
- Ada – Faith (DJ Koze Remix)
- Heiko Voss – I Think About You (DJ Koze Mix)
- Mano Le Tough – Energy Flow (DJ Koze Remixes)
- James Figurine – Apologies (DJ Koze Rmx)
- Wassermann – Die Schallplatte (DJ Koze Remix)
- Meloboy – Hot Love (DJ Koze Mix)
- Wechsel Garland – Mutes (DJ Koze's Broken CD-Mix)
- Blagger – Strange Behavior (DJ Koze AKA Swhaimi Remix)
- Lawrence – Rabbit Tube (DJ Koze Remix)
- Alter Ego – Jolly Joker (DJ Koze's Nuttich Styler Remix)
- Battles – Atlas (DJ Koze Remix)
- Gerd – 1 In The Morning (At The Club) (DJ Koze Remix)
- Sascha Funke – Mango Cookie (DJ Koze Remix)
- Mathias Kaden – Kawaba (DJ Koze's Kosi-San Remix)
- Nôze – Danse Avec Moi (DJ Koze Rework)
- Matthew Dear – Elementary Lover (Dj Koze Rmx)
- Låpsley – Operator (DJ Koze Remix) (XL)
- Caribou – Found Out (DJ Koze Remix)
- Caribou – Jamelia (DJ Koze Remix)
- The Big Crunch Theory – Distortion (DJ Koze Remix)
- Who Made Who – Keep Me In My Plane (DJ Koze Hudson River Dub)
- Makossa & Megablast Feat. Cleydys Villalon – Soy Como Soy (DJ Koze No Voy A Cambiar Repaso)
- Efdemin – There Will Be Singing (DJ Koze Remix)
- Michael Mayer & Joe Goddard – For You (DJ Koze Remixes)
- Chilly Gonzales – Knight Moves (DJ Koze Remix)
- Apparat – Black Water (DJ Koze Remix)
- Superflu – Jo Gurt (Dj Koze RMX)
- 2raumwohnung – Somebody Lonely and Me (Remixes)
- Matias Aguayo – Minimal (DJ Koze Remix)
- Underworld – I Exhale (DJ Koze Remix)
- Roman Flügel – 9 Years (DJ Koze Remix)
- Radio Slave – Reverse (DJ Koze Edit)
- Gorillaz – Humility (DJ Koze Remix)
- Radio Slave – Reverse (DJ Koze Edit)
- Gerry Read – It’ll All Be Over (DJ Koze Remix)
- Lakou Mizik & Joseph Ray - Sanba Yo Pran Pale (DJ Koze Remix)
- José González – Tjomme (DJ Koze Remix)
- Solomun feat. Jamie Foxx – Ocean (DJ Koze Remix)
- Peggy Gou – I Go (DJ Koze Remix)
- Melle Brown feat. Annie Mac – Feel About You (DJ Koze Remix)
- Dumbo Tracks – Everybody Knows (DJ Koze Remix) feat. Markus Acher

### Als Adolf Noise
- 1996: Wunden, S. Beine Offen
- 2001: Deine Reime Sind Schweine (Regelrechte Schweine)
- 2005: Wo die Rammelwolle fliegt

### Mit Fischmob
- 1995: Männer können seine Gefühle nicht zeigen
- 1998: Power

### Als Monaco Schranze
- 2003: Speicher 11 (mit Naum)
- 2004: Speicher 25 (mit Gebr. Teichmann)

## Auszeichnungen (A–Z)
ByteFM - ByteFM Jahrescharts
- 2014: Platz 1 - Amygdala[22]
- 2018: Platz 1 - Knock Knock[7]

De:Bug - DJ des Jahres
- 2003: Platz 6[23]
- 2005: Platz 1[24]
- 2008: Platz 2[25]
- 2010:
  - DJ des Jahres: Platz 1[26]
  - Single des Jahres: Platz 1 - Blume Der Nacht (Pampa)[27]
- 2013:
  - Album des Jahres: Platz 1 - Amygdala

DJ Magazine - Top 20 Remixes of 2016
- 2016: Låpsley – Operator (DJ Koze’s Extended Disco Version) (XL Recordings)[28]

DJ Awards
- 2018: in der Kategorie „Electronica/Downtempo“ (DJ Koze)[29]

Echo Pop
- 2014: in der Kategorie „Kritikerpreis“ (Amygdala)

Faze Magazin
- 2023: Produzent des Jahres: Platz 1[30]

FM4 - Most Wanted - 100 besten Clubtracks des Jahres
- 2018: Platz 1 - Pick Up[31]

Groove Magazin - Leser Poll
- 2013: Album des Jahres: Platz 1 - Amygdala

- 2015
  - DJs des Jahres: Platz 2[32]
  - Produzent des Jahres: Platz 1[33]
  - Die besten Tracks des Jahres: Platz 1 - XTC[34]
  - Die besten Compilations des Jahres: Platz 1 - DJ Kicks #50[35]

- 2016
  - DJs des Jahres: Platz 3[36]
  - Produzent des Jahres: Platz 2[37]
  - Remix des Jahres
    - Platz 1: Roman Flügel – 9 Years (DJ Koze Remix) (Pampa)[38]
    - Platz 2: Mano Le Tough – Energy Flow (DJ Koze’s Miles and More Remix) (Permanent Vacation)[39]
    - Platz 3: Låpsley – Operator (DJ Koze’s Extended Disco Version) (XL Recordings)[40]
- 2017
  - DJs des Jahres: Platz 3[41]
  - Produzent des Jahres: Platz 2
  - Remix des Jahres: Platz 1 - Michael Mayer & Joe Goddard – For You (DJ Koze Mbira Remix) (Kompakt)
- 2024[42]
  - Produzent des Jahres: Platz 1
  - Track des Jahres. Platz 2
  - DJ des Jahres: Platz 4

MIXMAG - The Top 50 Tracks of 2018
- 2018: Platz 1 - Pick Up[43]

Musikexpress - Platten des Jahres
- 2018: Platz 7 - Knock Knock

Noisey - The 100 Best Albums of 2018
- 2018: Platz 9 - Knock Knock[44]

Pitchfork - Top 50 Albums
- 2013: Platz 32 - Amygdala[45]

Pitchfork - The 50 Best Albums of 2018
- 2018: Platz 3 - Knock Knock[46]

Pitchfork - The 100 Best Songs of 2018
- 2018: Platz 5 - Pick Up[47]

Pitchfork - The 200 Best Albums of the 2010s
- 2019: Platz 51 - Knock Knock[48]

Preis für Popkultur
- 2018: in der Kategorie „Lieblingsproduzent/in“ (Knock Knock)[8]

Radio Eins - Hörerpoll
- 2018: Platz 1: Knock Knock[49]

Resident Advisor - Top 30 tracks of 2008
- 2008: Platz 1 - I Want to Sleep (IRR)

Resident Advisor - Top 50 tracks of 2013
- 2013: Matthew Herbert - It's Only (DJ Koze remix)[50]

Resident Advisor - 2014's Best Albums
- 2018: Pick Up[51]

Resident Advisor - 2018's Best Tracks
- 2018: Pick Up[51]

Rolling Stone - 20 Best Dance Albums of 2013
- 2013: Platz 19 - Amygdala[52]

Rolling Stone - 50 Best Albums of 2018 So Far
- 2018: Knock Knock[53]

SPEX Magazin - DJ Of The Year
- 1999: Platz 1
- 2000: Platz 1
- 2001: Platz 1
- 2002: Platz 1
- 2003: Platz 1
- 2004: Platz 1
- 2005: Platz 1
- 2006: Platz 1

XLR8R - 30 Best Albums
- 2013: Platz 5 - Amygdala[55]

Zündfunk - Die 60 besten Alben des Jahres
- 2013: Platz 1 - Amygdala[56]

## Einzelbelege
1. 1 2  Chartquellen: Deutschland - Österreich - Schweiz
2. ↑  Sven: Und noch mehr DJ-Namen, die immer falsch ausgesprochen werden. In: FAZEmag. 20. November 2014, abgerufen am 17. März 2022 (deutsch).
3. ↑  Johanna Dürrholz: Künstler DJ Koze im Porträt: Der letzte echte DJ. In: FAZ.NET. 30. April 2018, ISSN 0174-4909 (faz.net [abgerufen am 17. März 2022]).
4. ↑  DJ Koze: Neues Album "Knock Knock" angekündigt. In: Groove. 25. Januar 2018 (groove.de [abgerufen am 26. April 2018]).
5. ↑  DJ Koze: “Ich bin ein Soul-Typ”. Abgerufen am 2. Mai 2018.
6. ↑  DJ Koze - „Knock Knock“ (Album der Woche) – ByteFM. In: ByteFM Blog – News und Rezensionen aus unserer Redaktion. 29. April 2018, abgerufen am 25. Mai 2020 (deutsch).
7. 1 2  Die ByteFM Jahrescharts 2018 – ByteFM. In: ByteFM Blog – News und Rezensionen aus unserer Redaktion. 28. Dezember 2018, abgerufen am 25. Mai 2020 (deutsch).
8. 1 2  Gewinner 2018. preisfuerpopkultur.de, 19. Oktober 2018, abgerufen am 25. Oktober 2018.
9. ↑  Homepage Opernhaus Sydney mit Ankündigung. Abgerufen am 30. Dezember 2019.
10. ↑  Video Review Dj Koze - `Popup Jungle´. Abgerufen am 30. Dezember 2019.
11. ↑  Marteria - Paradise Delay (Single). In: Offizielle Deutsche Charts. GfK Entertainment, abgerufen am 19. März 2022.
12. ↑  Róisín Murphy signs to Ninja Tune with new DJ Koze-produced track ‘CooCool´. Abgerufen am 10. März 2023.
13. ↑  “Metacritic: Hitparade by Róisín Murphy”. 8. September 2023, abgerufen am 8. September 2023 (deutsch).
14. ↑  Offizielle Deutsche Charts - Róisín Murphy - Hitparade. Abgerufen am 11. Mai 2024.
15. ↑  Offizielle Album Charts UK - Róisín Murphy - Hitparade. Abgerufen am 11. Mai 2024.
16. ↑  DJ Koze veröffentlicht Song mit Damon Albarn und kündigt neues Album an. 29. November 2024, abgerufen am 29. November 2024.
17. ↑  DJ Koze über Nixchecker, andere Menschen und die Freude an der Talfahrt. In: HHV Mag. Abgerufen am 7. April 2025 (deutsch).
18. ↑  DJ Koze über Nixchecker, andere Menschen und die Freude an der Talfahrt. In: HHV Mag. Abgerufen am 7. April 2025 (deutsch).
19. ↑  Offizielles Musikvideo auf YouTube: Dj Koze - "Pick Up". Abgerufen am 12. September 2021.
20. ↑  Homepage Musikexpress. Abgerufen am 18. April 2021.
21. ↑  Marteria - 5. Dimension (Official Video). Abgerufen am 7. November 2021.
22. ↑  Homepage ByteFM - ByteFM Jahrescharts 2013. Abgerufen am 24. Januar 2020.
23. ↑  Homepage De:Bug - Leserpoll 2003 - DJ des Jahres. Ehemals im Original (nicht mehr online verfügbar); abgerufen am 29. April 2020. (Seite nicht mehr abrufbar. Suche in Webarchiven)
24. ↑  Homepage De:Bug - Leserpoll 2005 - DJ des Jahres. Ehemals im Original (nicht mehr online verfügbar); abgerufen am 29. April 2020. (Seite nicht mehr abrufbar. Suche in Webarchiven)
25. ↑  Homepage De:Bug - Leserpoll 2008 - DJ des Jahres. Abgerufen am 29. April 2020.
26. ↑  Homepage De:Bug - Leserpoll 2010 - DJ des Jahres. Ehemals im Original (nicht mehr online verfügbar); abgerufen am 29. April 2020. (Seite nicht mehr abrufbar. Suche in Webarchiven)
27. ↑  Homepage De:Bug - Leserpoll 2010 - Single des Jahres. Ehemals im Original (nicht mehr online verfügbar); abgerufen am 29. April 2020. (Seite nicht mehr abrufbar. Suche in Webarchiven)
28. ↑  Homepage DJ Mag - Top 20 Remixes of 2016. Abgerufen am 29. April 2020.
29. ↑  Homepage Dj Awards Gewinner. djawards.com, 14. September 2018, abgerufen am 24. Oktober 2018 (englisch).
30. ↑  Tassilo Dicke: FAZEmag-Jahrespoll 2023: Produzent. In: Faze Magazin. Abgerufen am 24. Januar 2024.
31. ↑  Homepage FM4 - Most Wanted - die 100 besten Clubtracks des Jahres. In: FM4.orf.at. Abgerufen am 20. Dezember 2018.
32. ↑  Homepage Groove - Leser Poll 2016 -  DJs des Jahres. Abgerufen am 27. April 2020.
33. ↑  Homepage Groove - Leser Poll 2015 - Produzent des Jahres. Abgerufen am 29. April 2020.
34. ↑  Homepage Groove - Leser Poll 2015 - Die besten Tracks des Jahres. Abgerufen am 27. April 2020.
35. ↑  Homepage Groove - Leser Poll 2015 - Die besten Alben und Compilations des Jahres. Abgerufen am 27. April 2020.
36. ↑  Homepage Groove - Leser Poll 2016 - Dj des Jahres. Abgerufen am 29. April 2020.
37. ↑  Homepage Groove - Leser Poll 2016 - Produzent des Jahres. Abgerufen am 29. April 2020.
38. ↑  Homepage Groove - Leser Poll 2016 - Remix des Jahres. Abgerufen am 29. April 2020.
39. ↑  Homepage Groove - Leser Poll 2016 - Remix des Jahres. Abgerufen am 29. April 2020.
40. ↑  Homepage Groove - Leser Poll 2016 - Remix des Jahres. Abgerufen am 29. April 2020.
41. ↑  Homepage Groove 2017 - Leser Poll 2017 - DJ des Jahres. Abgerufen am 29. April 2020.
42. ↑  GROOVE-Leser:innenpoll 2023: Die Ergebnisse. In: Website. 28. März 2024, abgerufen am 3. April 2024.
43. ↑  Homepage MIXMAG - The Top 50 Tracks of 2018. Abgerufen am 20. Dezember 2018 (englisch).
44. ↑  Homepage Noisey - The 100 Best Albums of 2018. Abgerufen am 20. Dezember 2018.
45. ↑  Homepage Pitchfork - The Top 50 Albums of 2013. Abgerufen am 24. Januar 2020.
46. ↑  Homepage Pitchfork - The 50 Best Albums 2018. Abgerufen am 20. Dezember 2018.
47. ↑  Homepage Pitchfork - The 100 Best Songs of 2018. Abgerufen am 20. Dezember 2018.
48. ↑  Pitchfork - The 200 Best Albums of the 2010s. Abgerufen am 24. Januar 2020.
49. ↑  Homepage Radio Eins - Hörerpoll 2008 - Album des Jahres. Abgerufen am 29. April 2020.
50. ↑  Homepage Resident Advisor - Top 50 tracks of 2013. Abgerufen am 29. April 2020.
51. 1 2  Homepage Resident Advisor - 2018´s Best Tracks. Abgerufen am 20. Dezember 2018.
52. ↑  Homepage Rolling Stone - 20 Best Dance Albums of 2013. Abgerufen am 24. Januar 2020.
53. ↑  Homepage Rolling Stone -  50 Best Albums of 2018 So Far. Abgerufen am 20. Dezember 2018.
54. ↑  Offizielle Biografie auf Beatport. Abgerufen am 27. April 2020.
55. ↑  Homepage XLR8R - XLR8R’s Best of 2013: Releases. Abgerufen am 24. Januar 2020.
56. ↑  Homepage BR Zündfunk - Die 60 besten Alben des Jahres. Abgerufen am 24. Januar 2020.

| Personendaten    | Personendaten                                                                                               |
| ---------------- | --- |
| NAME             | DJ Koze |
| ALTERNATIVNAMEN  | Kozalla, Stefan (wirklicher Name); Kosi (Pseudonym); Noise, Adolf (Pseudonym); Schranze, Monaco (Pseudonym) |
| KURZBESCHREIBUNG | deutscher DJ, Musiker und Labelbetreiber                                                                    |
| GEBURTSDATUM     | 1972 |
| GEBURTSORT       | Flensburg, Deutschland                                                                                      |